# Фемке Бол
Фемке Бол (хол. Femke Bol; Амерсфорт, 23. фебруар 2000) холандска је атлетичарка која се такмичи у препонама и спринту. Специјализована је за трку на 400 метара са препонама, где је светска шампионка за 2023. годину, и за трку на 400 метара, где је светска рекордерка у дворани. У штафети 4 × 400 метара, Бол је светска шампионка за 2023. у Олимпијска шампионка за 2024. у микс штафети 4 × 400 м.
Бол држи светски рекорд на 400 метара у дворани са временом 49,17 секунди постављеним 2. марта 2024. у Глазгову. Такође држи европски рекорд на 400 метара с препонама са временом 50,95 секунди што је чини другом најбржом женом свих времена у овој атлетској дисциплини. Такође има најбоље светске резултате (незваничне светске рекорде) у тркама на 300 метара са препонама на отвореном и на 500 метара у дворани.
Освојила је две златне медаље на Светском првенству 2023, била је шампионка у Дијамантској лиги 2021., 202.2 и 2023. Освојила је бронзану медаљу на Олимпијским играма у Токију 2020. Такође је четворострука сребрна на светским првенствима (на отвореном и у дворани), седмострука златна на европским првенствима (на отвореном и у дворани). На Олимпијским играма у Паризу освојила је златну медаљу за Холандију у мешовитој штафети 4 x 400 метара у времену новог Европског рекорда од 3:07,43. Тада је је Бол трчала последњу измену и своју деоницу од 400 метара истрчала за 47,93 секунде.
Била је Европска атлетска звезда године у успону 2021. и Европска атлетичарка године 2022. и 2023.

## Одрастање и почетак бављења атлетиком
Фемке Бол је рођена у Амерсфорту, у Холандији.
Отприлике 2008. године почела је да се бави атлетиком у локалном клубу, пратећи свог брата који је тамо већ био члан. Године 2014. прешла је у други локални клуб, АВ Алтис, где је нови тренер открио њен таленат за продужени спринт. Године 2016. почела је да тренира са тренером Бремом Петерсом у Арнему, где су је родитељи возили на тренинг скоро свакодневно. Од новембра 2019. тренира у Холандском националном спортском центру Папендал код Арнема, под стручним надзором Швајцарца Лорана Меулија (Laurent Meuwly) и свог претходног тренера Брама Петерса као помоћног тренера.

Бол је похађала средњу школу у Амерсфорту, након чега је постала студент комуникологије на Универзитету Вагенинген. Од 2023. године је у вези са белгијским скакачем с мотком Беном Бродерсом.

## Међународни успеси

### 2021.: Освајачица бронзане медаље на Олимпијским играма у Токију
Бол је своју непоражену дворанску сезону започела 30. јануара, победивши са новим холандским рекордом у времену од 50,96 с. Новим рекордом од 50,63 с Бол је победила на Европском првенству у дворани у Торуњу у Пољској. Тамо је освојила и другу златну медаљу, предводећи холандску штафету 4 × 400 метара до победе и новог рекорда шампионата.

Почетак сезоне на отвореном обележио је њен нови национални рекорд на 400 м од 50,56 секунди. 
4. јула у Стокхолму Бол је победила новим рекордом Дијамантске лиге у времену од 52,37 с. Ова трка је била тек друга у историји, на којој су три жене трчале брже од 53 секунди. Бол је овом трком постала четврта најбржа жена свих времена, приближивши се европском рекорду на само 3 стотинке (0,03 с).
На одложеним Олимпијским играма у Токију 2020., Бол је у финалу на 400 м препоне стигла трећа, иза Сидни Меклохлин (51,46 с – светски рекорд) и Далиле Мухамед (51,58 с – такопђе брже од претходног светског рекорда). Бол је резултатом од 52.03 с оборила европски рекорд и постала трећа најбржа жена свих времена.

### 2022: Светско сребро у дворани и на отвореном и троструко европско злато
На Светском првенству у дворани у Београду Бол је освојила сребрну медаљу у времену 50,57 с, иза Милер-Уибо која је трчала 50,31 с. Бол је водила Холанђанке у штафети 4 × 400 м до сребрне медаље. У последњој измени штафетне трке, Фемке се са четврте позиције пробила на друго, истрчавши најбржу деоницу од свих учесница финала штафета (50,26 с).
Сезону на отвореном почела је 31. маја на митингу у Острави, где је истрчала незванични светски рекорд у трци на 300 м препоне. Остварила је време од 36,86 с, што је било 1,3 секунди бржи од претходног најбољег резултата којег је од 2013. држала Зузана Хејнова. Наставила је са победама у Дијамантској лиги у Риму, Ослу и Стокхолму, пре него што је победила у Стокхолму са новим рекордом Дијамантске лиге од 52,27 с.
На Светском првенству у Јуџину, Бол је истрчала последњу деоницу мешовите штафете 4 × 400 м за 48,95 с, и тако донела Холандији сребрну медаљу. На 400 м препоне, изједначила је свој најбољи резултат у сезони (52,27 с) стигавши друга иза Меклохлин (која је спустила светски рекорд на 50,68).
После шампионата у августу, први пут је пробила границу од 50 секунди на 400 м без препона, истрчавши нови национални рекорд од 49,75 с на митингу Дијамантске лиге у Шлеској.
Истог месеца је остварила златни хет-трик на Европском првенству у Минхену, поставши прва спринтерка која је победила на 400 метара (са и без препона), као и у штафети 4 × 400 м. Њено победничко време на 400 м од 49,44 с било је најбрже време на Европским првенствима још од Штутгарта 1986. У трци на 400 м са препонама Бол је истрчала нови рекорд Европских првенстава. Своју минхенску кампању заокружила је истрчавши последњу деоницу штафете 4 × 400 м за 48,52 с, за победу Холандије и нови национални рекорд. Бол је постао тек друга холандска атлетичарка после Фани Бланкерс-Кун која је 1950. освојила три златне медаље на Европском првенству у Бриселу.

### 2023: Светски рекорд у дворани и двострука светска титула на отвореном
Дана 4. фебруара, Бол је за скоро 0,7 с надмашила је најбољи светски учинак (незванични светски рекорд) у дворани на дистанци од 500 метара. На Великој награди Њу Баланс (New Balance) у Бостону, Фемке је ову дистанцу, која се ређе трчи, претрчала за 1:05,63 мин. Овај резултат је бољи од рекорда на отвореном (1:05,9 мин). Недуго потом, у Мецу у Француској, истрчала је нове холандске рекорде у дворани на 200 м (22.87 с) и на 400 м (49,96 с). Бол је тако постала четврта жена у историји која је пробила границу од 50 секунди у трци на 400 метара у дворани.
19. фебруара на првенству Холандије у дворани у Апелдорну, истрчала је 400 метара за 49,26 с, и тиме оборила најстари светски рекорд у тркама на атлетској стази. Стари дворански рекорд од 49.59 с држала је Јармила Кратохвилова од 1982. године.
Своју рекордну кампању у дворани завршила је успешном одбраном своје европске титуле на 400 м у Истанбулу. Своју седму европску титулу освојила је са штафетом Холандије 4 × 400 м која је победила са новим холандским и рекордом Европских првенстава у дворани.

Припремајући се за сезону на отвореном, Бол је вежбала другачији ритам корака за трку на 400 м са препонама. Претходно је током трке трчала петнаест корака између препона, што је значило да је нападала сваку препону истом ногом. Сада је испробала четрнаест корака између првих неколико препона, због чега је наизменично мењала ногу којом би нападала препону.
23. јула, Бол је победила у Лондону на митингу Дијамантске лиге у времену 51.45 с, чиме је за 0,58 побољшала свој европски рекорд у трци на 400 м препоне. Својим наступом у Лондону, Бол је постала трећа жена у историји која је трчала 400 метара са препонама испод 52 секунди. Њено време 51.45 с је било треће најбрже време икада и учинило ју је другом најбржом женом свих времена, пошто је једино светска рекордерка Меклохлин-Леврон трчала брже.
24. августа Бол је освојила своју прву светску титулу када је победила у финалу 400 м препоне у времену 51,70 с. Нови подвиг остварила је 27. августа трчећи последњу измену холандске штафете 4 × 400 метара. Заједно са чланицама холандске шптафете Евелин Салберг, Лике Клавер и Кетелин Питерс, Фемке Бол је победила и освојила златну медаљу.

### 2024: Светски и европски рекорди, олимпијске медаље
На атлетском првенству Холандије у дворани 2024. у Апелдорну 18. фебруара, Фемке је поправила сопствени светски рекорд у трци на 400 метара на 49,24 с, да би на Светском првенству у дворани у Глазгову, победила у трци на 400 м за 49,17 с, поправивши свој светски рекорд по други пут ове године. У Глазгову је предводила холандску штафету 4 × 400 м која је победила у времену 3:25,07.
Бол се такмичила у три дисциплине на Европском првенству 2024. у Риму. 7. јуна освојила је бронзану медаљу у мешовитој штафети 4 × 400 м. Она је 11. јуна успешно одбранила своју европску титулу у трци на 400 м с препонама, победивши у рекорду шампионата од 52,49 с. 12. јуна, Бол је предводила холандску штафету 4 × 400 м до првог места за 3:22,39 минута.
Бол је 14. јула у Швајцарској истрчала 400 метара препоне за 50,95 с, и тиме оборила сопствени европски рекорд из 2023. и први пут трчала  испод 51 секунде.
На Олимпијским играма у Паризу 2024. Бол је освојила медаље у три дисциплине. 3. августа предводила је холандску мешовиту штафету 4 × 400 метара до злато у времену новог европског рекорда од 3:07,43 мин.  Време је било 0,02 с спорије од светског рекорда који је поставио тим Сједињених Држава у квалификацијама дан раније. У трци на 400 метара с препонама 8. августа освојила је бронзану медаљу у времену 52,15 с иза Меклохлин-Леврон која је истрчала нови светски рекорд од 50,37 с и Ане Кокрел која је трчала 51,87 с. Бол је 10. августа предводила холандску женскиу штафету 4 × 400 м до сребрне медаље у времену новог националног рекорда од 3:19,50 мин.

### 2025: Титуле у штафетама на Европском првенству у дворани
Бол је изостала са појединачне трке на 400 метара на Европском првенству у дворани које је одржано у Апелдорну у Холандији. Уместо тога, учествовала је првог дана у финалу трке мешовитих штафета 4х400 метара и последњег дана у финалу женских штафета 4х400 метара. У обе ове трке, Бол је у последњим изменама одвела штафете Холандије до златних медаља.

## Лични рекорди
Информације са профила Фемке Бол на сајту Светске атлетике.
| Дисциплина                      | Време (минути:секунде.стотинке) | Место                     | Датум            |
| ------------------------------- | ------------------------------- | ------------------------- | ---------------- |
| 100 метара                      | 11,47                           | Вилемстад, Курасао        | 28. април 2024.  |
| 200 метара                      | 22,64                           | Мец, Француска            | 3. фебруар 2024. |
| 400 метара                      | 49,17                           | Глазгов, Велика Британија | 2. март 2024.    |
| 300 метара са препонама         | 36,86                           | Острава, Чешка Република  | 31. мај 2022.    |
| 400 метара са препонама         | 50,95                           | Шо де Фон, Швајцарска     | 14. јул 2024.    |
| 500 метара                      | 1:05,63                         | Бостон, САД               | 4. фебруар 2023. |
| Штафета 4 X 400 метара          | 3:19,50                         | Париз, Француска          | 10. август 2024. |
| Мешовита штафета 4 X 400 метара | 3:07,43                         | Париз, Француска          | 3. август 2024.  |

### Пласмани и резултати на највећим међународним такмичењима
| Година | Такмичење                            | Место                     | Позиција   | Дисциплина     | Резултат         | Белешка |
| ------ | ------------------------------------ | ------------------------- | ---------- | -------------- | ---------------- | ------- |
| 2015.  | ЕЈОФ                                 | Тбилиси, Грузија          | 11.        | 400 м          | 57,41            |         |
| 2017.  | Европско првенство за јуниоре        | Гросето, Италија          | 12.        | 400 м          | 54,74            |         |
| 2019.  | Светско првенство у штафетама        | Јокохама, Јапан           | 7.         | 4 × 400 м      | 3:29,03          |         |
| 2019.  | Европско првенство за јуниоре        | Борос, Шведска            | 1.         | 400 м препоне  | 56,25            |         |
| 2019.  | Европско екипно првенство, Прва лига | Санднес, Норвешка         | 2.         | 400 м препоне  | 56,97            |         |
| 2019.  | Светско првенство                    | Доха, Катар               | 22.        | 400 м препоне  | 56,37            |         |
| 2019.  | Светско првенство                    | Доха, Катар               | 7.         | 4 × 400 м      | 3:27,89          |         |
| 2021.  | Европско првенство у дворани         | Торуњ, Пољска             | 1.         | 400 м          | 50,63            |         |
| 2021.  | Европско првенство у дворани         | Торуњ, Пољска             | 1.         | 4 × 400 м      | 3:27,15          |         |
| 2021.  | Светско првенство у штафетама        | Хожов, Пољска             | 4.         | 4 × 400 м      | 3:30,12          |         |
| 2021.  | Светско првенство у штафетама        | Хожов, Пољска             | 8.         | 4 × 400 м микс | 3:18,04          |         |
| 2021.  | Европско екипно првенство, Прва лига | Клуж-Напока, Румунија     | 1.         | 400 м          | 50,37            |         |
| 2021.  | Олимпијске игре                      | Токио, Јапан              | 4.         | 4 × 400 м микс | 3:10,36          |         |
| 2021.  | Олимпијске игре                      | Токио, Јапан              | 3.         | 400 м препоне  | 52,03            | ЕР      |
| 2021.  | Олимпијске игре                      | Токио, Јапан              | 6.         | 4 × 400 м      | 3:23,74          |         |
| 2022.  | Светско првенство у дворани          | Београд, Србија           | 2.         | 400 м          | 50,57            |         |
| 2022.  | Светско првенство у дворани          | Београд, Србија           | 2.         | 4 × 400 м      | 3:28,57          |         |
| 2022.  | Светско првенство                    | Јуџин, САД                | 2.         | 4 × 400 м микс | 3:09,90          |         |
| 2022.  | Светско првенство                    | Јуџин, САД                | 2.         | 400 м препоне  | 52,27            |         |
| 2022.  | Светско првенство                    | Јуџин, САД                | Полуфинале | 4 × 400 м      | Дисквалификоване |         |
| 2022.  | Европско првенство                   | Минхен, Немачка           | 1.         | 400 м          | 49,44            |         |
| 2022.  | Европско првенство                   | Минхен, Немачка           | 1.         | 400 м препоне  | 52,67            |         |
| 2022.  | Европско првенство                   | Минхен, Немачка           | 1.         | 4 × 400 м      | 3:20,87          |         |
| 2023   | Европско првенство у дворани         | Истанбул, Турска          | 1.         | 400 м          | 49,85            |         |
| 2023   | Европско првенство у дворани         | Истанбул, Турска          | 1.         | 4 × 400 м      | 3:25,66          |         |
| 2023   | Европско екипно првенство            | Хожов, Пољска             | 1.         | 400 м          | 49,82            |         |
| 2023   | Светско првенство                    | Будимпешта, Мађарска      | Финале     | 4 × 400 м микс | Дисквалификовани |         |
| 2023   | Светско првенство                    | Будимпешта, Мађарска      | 1.         | 400 м препоне  | 51,70            |         |
| 2023   | Светско првенство                    | Будимпешта, Мађарска      | 1.         | 4 × 400 м      | 3:20,72          |         |
| 2024.  | Светско првенство у дворани          | Глазгов, Велика Британија | 1.         | 400 м          | 49,17            | СР      |
| 2024.  | Светско првенство у дворани          | Глазгов, Велика Британија | 1.         | 4 х 400 м      | 3:25,07          |         |
| 2024.  | Светско првенство у штафетама        | Насау, Бахами             | 2.         | 4 х 400 микс   | 3:11,45          |         |
| 2024.  | Европско првенство                   | Рим, Италија              | 3.         | 4 × 400 м микс | 3:10,73          |         |
| 2024.  | Европско првенство                   | Рим, Италија              | 1.         | 400 м препоне  | 52,49            | РПЕ     |
| 2024.  | Европско првенство                   | Рим, Италија              | 1.         | 4 × 400 м      | 3:22,39          |         |
| 2024.  | Олимпијске игре                      | Париз, Француска          | 1.         | 4 × 400 м микс | 3:07,43          | ЕР      |
| 2024.  | Олимпијске игре                      | Париз, Француска          | 3.         | 400 м препоне  | 52,15            |         |
| 2024.  | Олимпијске игре                      | Париз, Француска          | 2.         | 4 × 400 м      | 3:19,50          |         |
| 2025.  | Европско првенство у дворани         | Апелдорн, Холандија       | 1.         | 4 × 400 м микс | 3:15,63          | РЕП     |
| 2025.  | Европско првенство у дворани         | Апелдорн, Холандија       | 1.         | 4 × 400 м      | 3:24,34          |         |